# Stanzone de' Banchi
Lo Stanzone de' Banchi o degli Stravaganti (originariamente conosciuti come gli Svegliati) è anche noto come Teatro dei Lunatici ed è il più antico teatro di Pisa, in Piazzetta di Banchi o Logge dei Mercanti, già probabilmente in uso alla fine del Cinquecento.
Il primo documento in cui vengono descritti interventi di manutenzione allo “stanzone delle commedie” risale al 1613 ma è solo nel 1679 che viene definito “teatro” dopo l'intervento dell'architetto Alessandro Saller. Nel 1760 viene ampliato con l'aggiunta di 6 palchi ed il 16 marzo del 1766 vi viene eseguito un concerto in onore del granduca Pietro Leopoldo e della sua corte in visita a Pisa per essere successivamente smantellato e trasformato nell'abitazione destinata al Cancelliere delle Magistrature cittadine, che avevano sede nel Palazzo Gambacorti.